# Фридрих фон Шпигелберг-Пирмонт
Фридрих VI фон Шпигелберг-Пирмонт (на немски: Friedrich VI von Spiegelberg-Pyrmont; † 5 март 1537 в Пирмонт) е граф на Шпигелберг и Пирмонт (1494 – 1535).
Той е единственият син на Йохан II фон Шпигелберг († 20 март 1480) и първата му съпруга Урсула фон Пирмонт († пр. 1459), дъщеря на граф Хайнрих III фон Пирмонт († ок. 1435) и Хазека фон Шпигелберг († 1465).
През 1494 г. чрез наследство графството Пирмонт отива на Шпигелбергите. През 1512 г. Фридрих VI прави голямо престрояване на стария воден дворец в модерна за тогава крепост. През 1525 г. той става собственик на графството Пирмонт.
Фридрих фон Шпигелберг-Пирмонт умира на 5 март 1537 г. в Пирмонт и е погребан в Мариенау. През 1557 г. син му граф Филип фон Шпигелберг и Пирмонт е убит в битката при Сен Кантен. Така родът изчезва по мъжка линия.

## Фамилия
Фридрих фон Шпигелберг-Пирмонт се жени на 25 юни 1503 г. за Анна фон Саксония-Лауенбург-Рацебург († 9 август 1504 в замък Озен), вдовица на граф Йохан III фон Линдов-Рупин († 1500), дъщеря на херцог Йохан V фон Саксония-Лауенбург-Рацебург (1439 – 1507) и маркграфиня Доротея фон Бранденбург (1439 – 1519). Бракът е бездетен.
Фридрих фон Шпигелберг-Пирмонт се жени втори път на 24 октомври 1518 г. в Копенбрюге за графиня Анна фон Хонщайн-Клетенберг († 5 ноември 1537), дъщеря на граф Йохан II фон Хонщайн († 1492) и втората му съпруга Маргарета фон Глайхен-Тона († 1518). Те имат децата:
- Мария (* ок. 1519; † 13 септември 1561), канонеса в Есен 1540, приорес в Релингхаузен, дяконка в Есен (1554 – 1561), абатиса в Есен (1560 – 1561)
- Маргарета (* ок. 1520; † 21 септември 1545)
- Валдбург (* ок. 1521; † 22 юли 1599), омъжена на 20 февруари 1558 г. в Грефентона за граф Георг (II) фон Глайхен-Тона (* 1509; † 24 септември 1570), родители на Филип Ернст фон Глайхен (1561 – 1619)
- Урсула (* 1526; † 6 март 1583), графиня на Шпигелберг-Пирмонт (1557 – 1583), омъжена на 18 май 1558 г. в Пирмонт за граф Херман Симон фон Липе-Щернберг (* 1532; † 4/13 юни 1576), граф на Шпигелберг, Липе и Пирмонт, син на граф Симон V фон Липе († 1536) и Магдалена фон Мансфелд-Мителорт († 1540)
- Филип фон Шпигелберг (* 28 март 1530; † 10 август 1557, в битката при Сен Кантен), граф на Шпигелберг-Пирмонт (1535 – 1557)